# Echap
Pour les articles homonymes, voir Escape.
Pour plus de détails, voir Fiche technique et Distribution.
Echap est un film français réalisé par Christophe Berthemin et Dist de Kaerth, sorti directement en vidéo en 2011.

## Synopsis
Après un lendemain de beuverie, cinq copines se réveillent sans souvenir de la nuit précédente. Pour s'amuser elles font appel à un esprit, c'est là que les choses vont déraper...

## Fiche technique
- Titres original : Echap
- Réalisation : Christophe Berthemin et Dist de Kaerth
- Scénario : Christophe Berthemin
- Photographie : Cyril Lesage
- Son : Thibault Vergriete
- Pays d'origine :  France[1]
- Tournage : du 10 août 2010 au 16 août 2010 à Solgne en Moselle.
- Date de sortie en DVD : 8 novembre 2011[2]

## Distribution
- Graziella Diamond
- Anna Polina
- Noémie Alazard-Vachet
- Eliska Cross
- Lavandra May[3]